# هورنی موشتینیتسه
هورنی موشتینیتسه (به چکی: Horní Moštěnice) یک منطقهٔ مسکونی در جمهوری چک است که در ناحیه پرروف واقع شده‌است. هورنی موشتینیتسه ۹٫۸۱ کیلومتر مربع مساحت و ۱٬۶۰۷ نفر جمعیت دارد و ۲۱۶ متر بالاتر از سطح دریا واقع شده‌است.